# 14069 Krasheninnikov
A 14069 Krasheninnikov (ideiglenes jelöléssel 1996 HP18) a Naprendszer kisbolygóövében található aszteroida. Eric Walter Elst fedezte fel 1996. április 18-án.

## Kapcsolódó szócikk
- Kisbolygók listája (14001–14500)